# Abbattimento del Chinook del 2011
Il 6 agosto 2011, un elicottero militare statunitense operante con il nominativo Extortion 17 (pronunciato "one-seven") venne abbattuto mentre trasportava una Forza di Reazione Rapida che tentava di rinforzare un'unità del Comando Congiunto per le Operazioni Speciali del 75th Ranger Regiment nella Valle di Tangi, nella provincia di Vardak, a sud-ovest di Kabul, Afghanistan.
L'incidente causò la morte di tutte le 38 persone e di un cane da lavoro militare a bordo, tra cui 17 Navy SEAL, due Pararescue, un membro del Combat Control Team, un pilota e due membri dell'equipaggio della United States Army Reserve, un pilota e un membro dell'equipaggio della National Guard of the United States, sette membri delle Forze di Sicurezza Nazionali Afghane e un interprete afghano. Con 30 militari americani uccisi, l'abbattimento dell'Extortion 17 rappresenta la più grande perdita di vite americane in un singolo incidente nell'operazione Enduring Freedom, superando le 16 perse nell'abbattimento del Turbine 33, un Boeing MH-47 del 160th Special Operations Aviation Regiment, durante l'operazione Red Wings il 28 giugno 2005.

## Preludio
Nel marzo 2009, la 10ª divisione da montagna degli Stati Uniti stabilì una base nella valle di Tangi dopo l'aumento dell'attività talebana nell'area. Le forze di polizia nazionali statunitensi, francesi e afgane effettuarono una perlustrazione di tre giorni dell'area; dopo di che, venne considerata sicura. Nell'aprile 2011, le forze statunitensi cedettero il controllo dell'avamposto di combattimento di Tangi alle forze governative afghane. Tuttavia, le forze governative non occuparono la base, che venne sequestrata dai talebani poco dopo la partenza delle forze statunitensi.
Le forze statunitensi continuarono a svolgere operazioni nell'area (per lo più tramite elicotteri e utilizzando forze speciali), incontrando in diverse occasioni la resistenza dei combattenti talebani. Ad esempio, l'8 giugno 2011 un Boeing CH-47 Chinook era stato attaccato da cinque a sei posizioni (cioè punti di origine) con 14 granate a propulsione a razzo, costringendo l'equipaggio ad interrompere la missione.

## Cronologia degli eventi
Dopo che i servizi di intelligence statunitensi avevano scoperto nel 2011 che l'alto leader talebano Qari Tahir si trovava probabilmente nella valle di Tangi, nella provincia di Vardak, in Afghanistan, le forze locali statunitensi aveano lanciato una missione per catturarlo o ucciderlo. Alle 22:37 (ora locale) della notte del 5 agosto, un plotone di 47 Rangers dell'esercito americano partì dalla base operativa avanzata nella provincia di Logar tramite due elicotteri da trasporto CH-47D, uno dei quali sarebbe stato successivamente coinvolto nell'incidente. Dopo un volo di venti minuti (intorno alle 23:00), i due elicotteri Chinook atterrarono vicino al complesso che apparentemente conteneva Tahir, scaricarono il plotone dei Ranger e tornarono alla base.
La missione era considerata ad alto rischio; due Apache AH-64, una AC-130 e altri velivoli di intelligence, sorveglianza e ricognizione (ISR) aggiuntivi supportarono i trasporti di truppe durante il loro avvicinamento e rimasero con le forze di terra in seguito. 17 US Navy SEAL rimasero in riserva presso la base operativa avanzata.
Mentre i Rangers si avvicinavano al compound bersaglio, gli aerei ISR osservarono diverse persone che lasciavano il compound. Questo gruppo crebbe di numero nel corso della notte, ma le forze statunitensi erano, all'inizio, troppo preoccupate per ingaggiarli. Alle 23:30, uno degli Apache si impegnò in una breve attacco con un gruppo di otto talebani a 400 m a nord del complesso, uccidendone sei.
Separatamente, gli aerei continuavano a osservare i disimpegnati gruppo dal composto. Originariamente solo due persone, il gruppo alla fine accumulò un totale di 9-10 combattenti e il comandante della task force per le operazioni speciali e il comandante della Forza di reazione immediata pensavano che potesse includere Tahir. All'01:00, decisero di ingaggiare il gruppo con le riserve dei SEAL.
Quasi un'ora dopo (01:50), il comandante della brigata dell'aviazione approvò una nuova zona di atterraggio per l'infiltrazione della squadra SEAL. La zona era stata esaminata per una precedente missione, ma non era stata ancora utilizzata.
Alle 02:00 si decise di aggiungere ulteriori rinforzi (non SEAL), aumentando la dimensione della squadra a 33. Per accelerare lo sbarco, tutte le truppe vennero caricate su un unico CH-47D per il trasporto; l'altro Chinook si sarebbe avvicinato alla zona di atterraggio per secondo come esca. Intorno alle 02:23, i due elicotteri lasciarono la base avanzata.
Nel frattempo, il gruppo di combattenti talebani si divise in due. Alle 02:15, un gruppo di tre combattenti talebani prese posizione in una fila di alberi; i restanti 6-7 uomini entrarono in un edificio situato a circa 2 km dal bersaglio. I due Apache erano impegnati nel tracciare quei due gruppi di talebani, e quindi non in grado di fornire sorveglianza o supporto antincendio all'elicottero in arrivo che trasportava la squadra SEAL.
Sei minuti prima di raggiungere la zona di atterraggio, il CH-47D vuoto lasciò la formazione come previsto. L'elicottero che trasportava i SEAL procedette verso la zona di atterraggio da solo, senza illuminazione esterna. Durante l'inserimento dei Ranger quella notte, il CH-47D si era avvicinato da sud; questa volta si avvicinò da nord-ovest. L'elicottero effettuò l'ultima trasmissione radio affermando di essere a un minuto dalla zona di atterraggio, poi scese a un'altitudine di 100-150 piedi (30-46 m) e rallentò a una velocità di 50 nodi (93 km/h) mentre si avvicinava alla zona di atterraggio.
Intorno alle 02:38, l'elicottero venne attaccato e abbattuto da un gruppo di combattenti talebani, precedentemente non individuato, a circa 220 metri a sud dell'elicottero. Il gruppo sparò due o tre colpi di RPG da un edificio a due piani, il secondo dei quali colpì una delle tre pale del rotore posteriore dell'elicottero. L'esplosione che ne derivò distrusse il gruppo del rotore di coda. In meno di cinque secondi l'elicottero precipitò, uccidendo tutti gli occupanti, e circa 30 secondi dopo uno degli elicotteri AH-64 Apache comunicò via radio l'incidente.
Sei minuti dopo, i Ranger conclusero la messa in sicurezza del complesso, arrestarono diverse persone e iniziarono a muoversi a piedi verso il luogo dell'incidente. Raggiunsero il sito alle 04:12 e non trovarono sopravvissuti. Alcuni minuti dopo, una squadra di 20 uomini di Pathfinder (specializzata nel salvataggio e recupero di aerei precipitati) arrivò sul posto.
Alle 16:25, tutti i resti vennero portati via dal luogo dell'incidente tramite un convoglio terrestre e trasportati all'avamposto di combattimento Sayyid Abad. Il recupero dei rottami dal luogo dell'incidente durò fino al 9 agosto.

## Conseguenze
I primi resoconti dei media suggerirono che l'Esercito aveva tardato a recuperare i registratori di volo dal Chinook abbattuto e, di conseguenza, i registratori erano stati spazzati via da un'alluvione. Questi resoconti erano errati; la cellula del CH-47D non contiene infatti registratori di volo, contenuti invece nella variante MH-47.
Quattro anni dopo l'abbattimento dell'Extortion 17, ci furono molte teorie su un possibile insabbiamento governativo. La dichiarazione ufficiale del Comando centrale degli Stati Uniti affermava che un combattente talebano aveva messo a segno un colpo fortunato con una granata a propulsione di razzo. È stato riferito che i combattenti talebani non avevano informazioni sulla traiettoria di volo dell'elicottero e che si erano trovati nel posto giusto al momento giusto. Alcuni dubbi sull'accaduto sono stati sollevati dalle famiglie e da altri cittadini preoccupati, nonostante il fatto che la squadra dei Navy SEAL a bordo dell'Extortion 17 fosse uno squadrone diverso da quello che aveva ucciso Osama bin Laden tre mesi prima. Le teorie suggerivano che le forze afghane avessero fatto trapelare informazioni ai Talebani sulla missione.

## Risposta
L'elicottero militare statunitense che trasportava le forze operative speciali in un raid notturno nella valle di Tangi, nella provincia di Wardak, era stato molto probabilmente abbattuto da una granata a propulsione di razzo, secondo i funzionari militari. Il portavoce dei Talebani, Zabiullah Mujahid, confermò che otto combattenti del movimento erano stati uccisi nell'assalto al complesso. Dichiarò: "Volevano attaccare i nostri mujaheddin che erano in una casa, ma hanno resistito e hanno distrutto un elicottero con una granata a propulsione di razzo".

## Successive dichiarazioni
Rapporti successivi affermarono che nella notte in cui l'elicottero stava consegnando rinforzi al personale del 75º reggimento Ranger, un'altra unità di operazioni speciali era impegnata in un raid notturno in un complesso per uccidere o catturare un alto leader talebano. Durante la battaglia, le forze americane osservarono un piccolo gruppo di talebani che cercava di fuggire dalla scena. Il gruppo probabilmente conteneva il comandante e alcune delle sue guardie del corpo, mentre i combattenti talebani rimanenti opponevano resistenza nel tentativo di far guadagnare al gruppo abbastanza tempo per fuggire. Per evitare che ciò accadesse, le forze americane chiesero supporto.
Secondo altri rapporti, i Talebani avrebbero teso un'elaborata trappola alle forze speciali americane, attirandole con false informazioni. Un alto funzionario del governo afghano, che parlò in forma anonima, affermò che il comandante talebano Qari Tahir aveva fornito alle forze americane false informazioni su una riunione di leader e combattenti insorti che attendevano l'elicottero da entrambi i lati di una valle scoscesa: "I Talebani sapevano quale strada avrebbe preso l'elicottero. È l'unico percorso, quindi hanno preso posizione su entrambi i lati della valle sulle montagne e, quando l'elicottero si è avvicinato, lo hanno attaccato con razzi e altre armi moderne. È stato abbattuto da colpi multipli".

## Eventi successivi
Dopo l'abbattimento dell'Extortion 17, l'insorto responsabile usò una radio ricetrasmittente per vantarsi con altri dell'atto. Gli aerei dell'intelligence americana intercettarono queste trasmissioni e successivamente rintracciarono l'individuo e il suo complice. I funzionari dell'intelligence americana identificarono questi come "OBIETTIVO GINOSA". La notte dell'8 agosto 2011, un F-16 sganciò quattro bombe GBU-54 "Laser JDAM" sull'uomo, il suo complice e quattro collaboratori nella Chak Valley, che si trova a ovest della Tangi Valley. Monitorati e controllati da un Joint Terminal Attack Controller presso la Forward Operating Base Shank tramite un veicolo aereo senza pilota General Atomics MQ-1 Predator, tutti e sei vennero confermati uccisi dall'attacco e dai successivi attacchi di una cannoniera Lockheed AC-130 e di due elicotteri Boeing AH-64 Apache. Il 10 agosto 2011, le forze armate statunitensi dichiararono che l'insorto che aveva sparato la granata a propulsione di razzo era stato ucciso solo due giorni dopo in un attacco aereo di F-16, affermando solo che le informazioni acquisite sul campo fornivano "un alto grado di fiducia" che la persona fosse tra quelle uccise nell'attacco aereo di due giorni prima, ma non fornendo altri dettagli.
Durante la stessa conferenza stampa del Pentagono in cui aveva annunciato che l'attacco aereo dell'F-16 aveva messo fuori combattimento "meno di 10" degli insorti coinvolti, il comandante della Forza internazionale di assistenza alla sicurezza (ISAF) in Afghanistan John R. Allen dichiarò che l'indagine militare avrebbe anche esaminato se il fuoco di piccole armi o altre cause avrebbero potuto contribuire all'abbattimento.
Dopo il ritiro delle forze statunitensi nell'aprile 2011, la valle di Tangi divenne un'importante area di sosta per gli attacchi a Kabul (situata a soli 60 miglia di distanza). La valle di Tangi rimase sotto il controllo dei Talebani fino all'aprile 2013, quando più di mille uomini delle forze di sicurezza afghane lanciarono un'offensiva nel tentativo di liberare l'area dai combattenti Talebani.
Nell'ottobre 2011, lo United States Central Command (CENTCOM) annunciò che un'indagine successiva all'abbattimento aveva concluso "che tutte le decisioni operative, legate all'incidente, sono state ritenute tatticamente valide". L'articolo affermava che l'elicottero si era schiantato dopo che un proiettile RPG aveva colpito il gruppo del rotore di coda.
Nel 2013, il deputato Jason Chaffetz dichiarò che avrebbe tenuto un'indagine della sottocommissione per la sicurezza nazionale della Camera degli Stati Uniti sulla questione. Nella successiva audizione del febbraio 2014, il rappresentante del Pentagono Garry Reid difese la decisione di intraprendere la missione e negò che i talebani ne fossero a conoscenza in anticipo. Affermò che gli insorti avevano assunto una posizione tattica strategica senza essere a conoscenza della traiettoria di volo dell'elicottero.
Nel 2017, il capitano dell'Air Force Joni Marquez, l'ufficiale addetto al controllo del fuoco su una cannoniera AC-130 che aveva accompagnato Extortion 17 nel volo finale, fece un'affermazione simile. Gli elicotteri d'assalto dei Ranger avevano già ingaggiato il nemico e ucciso sei degli otto combattenti talebani, inducendo gli altri due a ritirarsi. Nella sua prima intervista sull'incidente, Marquez dichiarò: "Ho chiesto agli operatori dei sensori di spostarsi immediatamente sugli otto insorti che gli elicotteri avevano eliminato. Due erano ancora vivi". Il capitano Marquez sostiene che se all'AC-130 fosse stato permesso di sparare sui restanti insorti nemici, l'Extortion 17 non sarebbe stato abbattuto. Gli avvertimenti dell'equipaggio di far tornare indietro il Chinook o di annullare la missione rimasero inascoltati.